# Harold S. Isaacson
Harold S. Isaacson, ameriški jahač in častnik, * 18. april 1905, † 19. september 1999.
Isaacson je bil, kot eden izmed redkih ameriških judovskih športnikov, jahač na poletnih olimpijskih igrah 1936 v Berlinu.